# Uravan
Uravan egy uránbányász város volt Montrose megyében, Coloradóban (USA). A várost a bányacég építette a bányában, illetve a feldolgozó üzemben dolgozók számára. A város a nevét az itt lakóktól kapta, utalva az itt termelt uránra és vanádiumra. A városnak volt saját postahivatala, kórháza, iskolája és még baseball csapata is. A bánya és az üzem bezárásával együtt mindenkit kitelepítettek 1984-ben.

## Története
Ahogy a hely neve is mutatja, a város története szorosan kötődik a radioaktív anyagokhoz. A város története 1912-ben kezdődött, mikor a környéken felfedezték az érclelőhelyet, és megkezdődött a feldolgozóüzem építése. A termelés 1914-ben indult be.

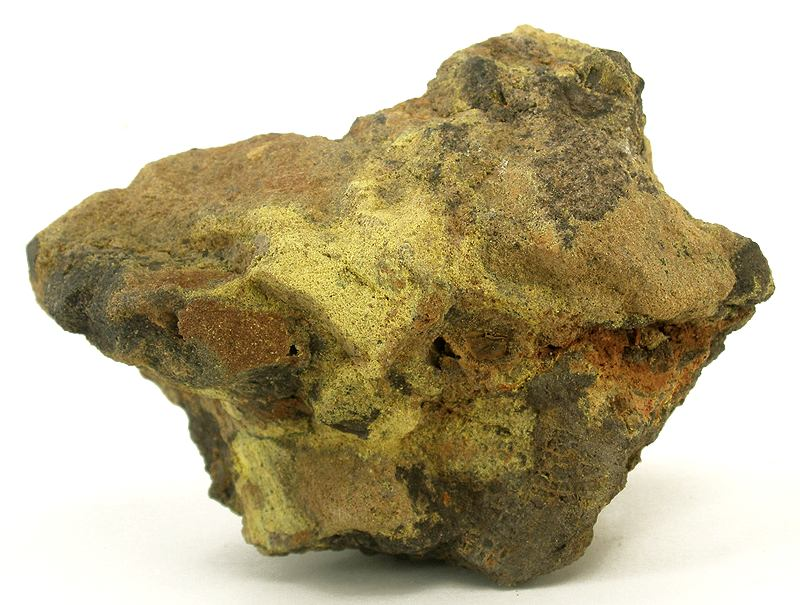
Carnotit: az érc, melyet a környék bányáiban fejtettek

Az érc rádiumot, vanádiumot és uránt tartalmazott. Akkoriban a rádium egy igen keresett anyag volt, az egyik legdrágább anyag a Földön. Így, ennek a kinyerése volt a fő cél. Még maga Marie Curie is személyesen látogatott el ide, hogy beszerezzen egy grammnyit az itteni rádiumból a kutatásaihoz.
A rádiumot az tette olyan keresetté, hogy a kor a rák elleni küzdelem csodaszerének vélte. Azonban, ahogy a sugárterápiás módszerek továbbfejlődtek, úgy a rádium utáni kereslet is alábbhagyott. A kereslet nem szűnt meg, mert továbbra is használták világító festékekben. Ezekkel a festékekkel készültek a világító számlapú órák és iránytűk, melyeket az első és második világháború idején gyártottak.
Ahogy az ipar felfedezte a vanádium ötvözetek előnyös tulajdonságait, úgy megnőtt a kereslet erre is. Ennek megfelelően meg is kezdődött 1928-ban a vanádium nagyüzemi termelése is.

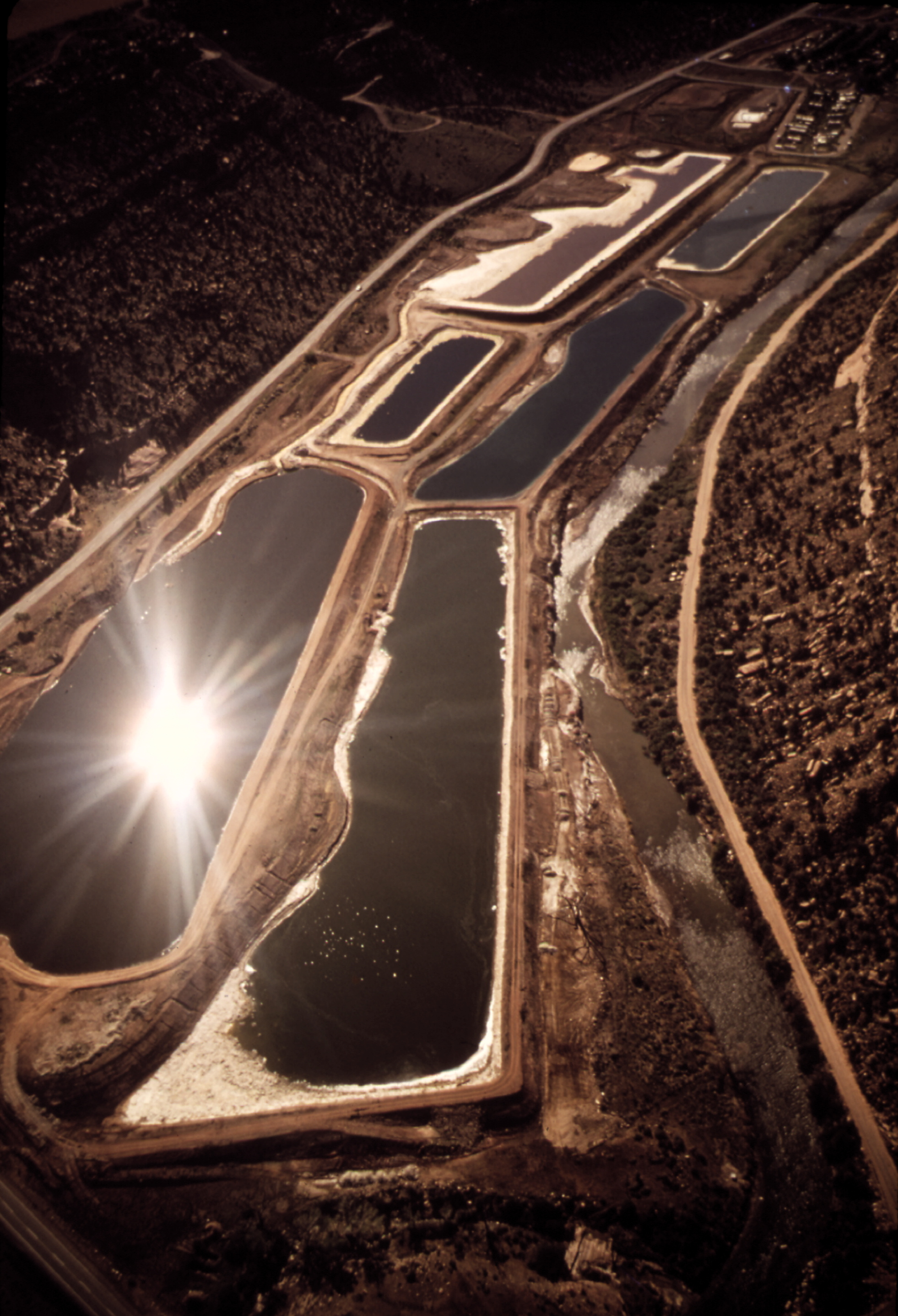
Az urántermelés közben keletkezett zagytározók Uravanban

Az urán az első időkben csak, mint melléktermék jelentkezett. Megfelelő nukleáris technológia nélkül, illetve hogy az atomfizika még gyerekcipőben járt, így hasztalan volt. Az egyetlen felhasználása az volt, hogy jellegzetes sárga színe miatt festékek pigmentjeként használták. Az tényleges urán termelés a Manhattan projekttel kezdődött.

## Helyreállítás
Az 1980-as évekre annyira visszaesett a kereslet az itteni urán iránt, hogy bezárták az üzemet. Azonban, a régóta folytatott tevékenység következményei visszamaradtak. A bányászat már azokban az időkben megkezdődött, mikor még nem ismerték a radioaktív anyagok veszélyeit. Ezért az üzemek kialakítása és az alkalmazott módszerek nem nyújtottak kellő biztonságot ezen anyagok kezelésére. Ezzel jelentős területeket szennyeztek be. Emiatt döntöttek a város kiürítése mellett. A házakat és az üzemeket lebontották, az erősen szennyezett területeket szögesdróttal és veszélyt jelző táblákkal lezárták. A helyreállítási munkák során a szennyezett talajt elszállítják, illetve eltemetik.